# Cúpula del Reichstag

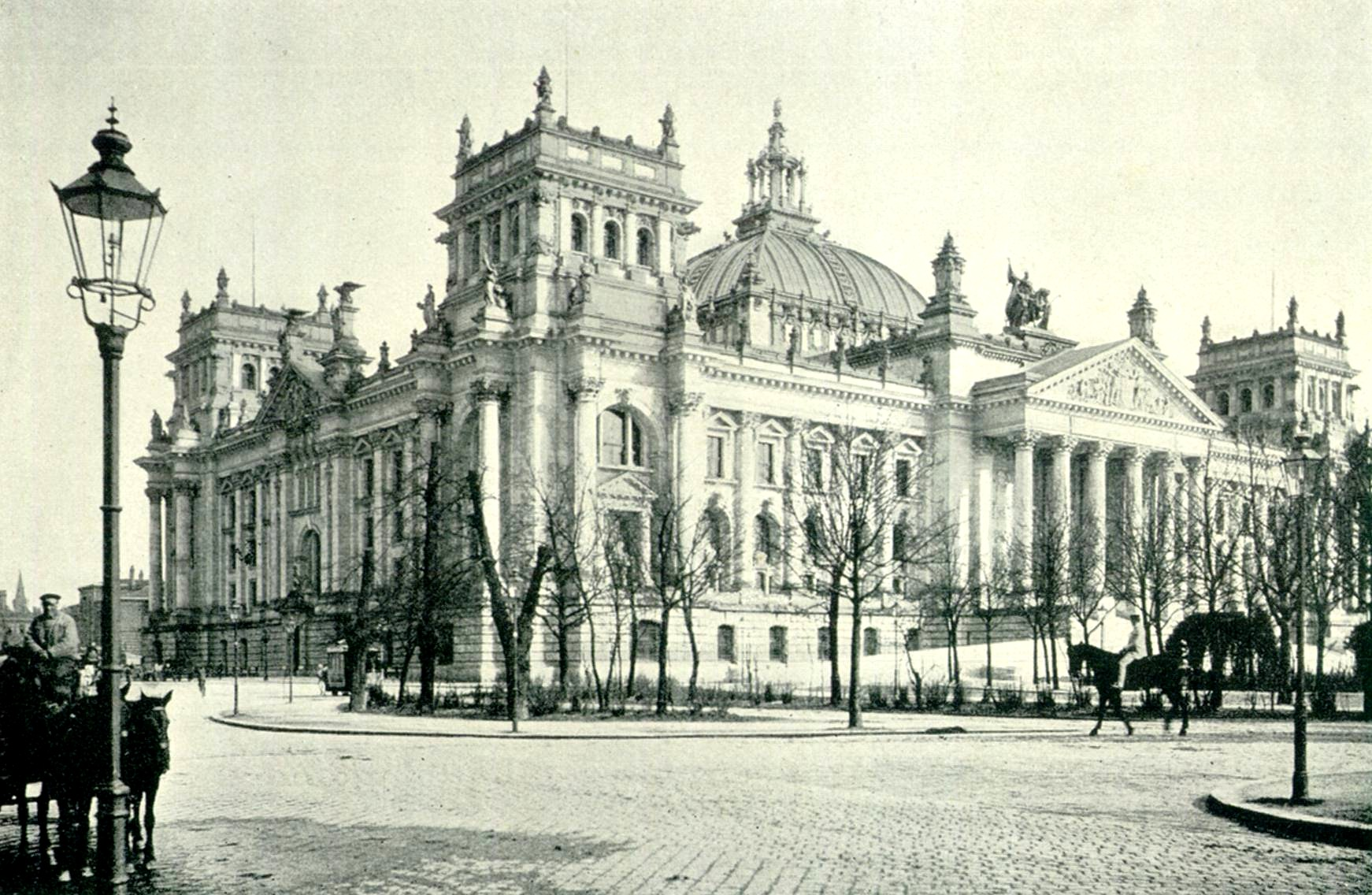
El Reichstag antes de la guerra con el domo original

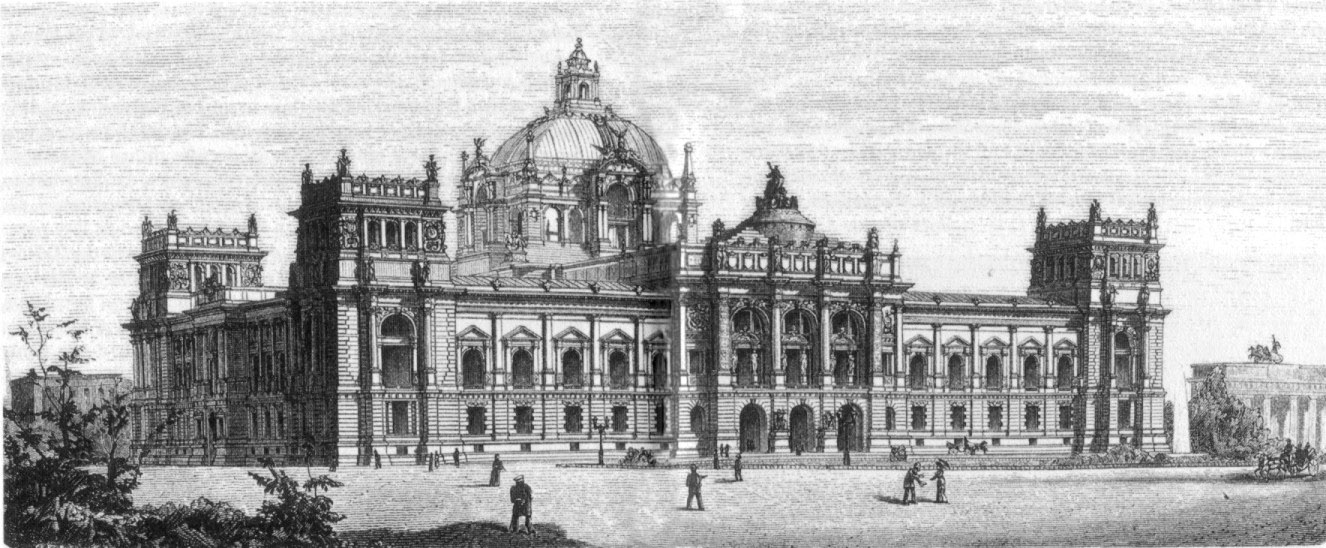
Diseño de Wallot (1882)

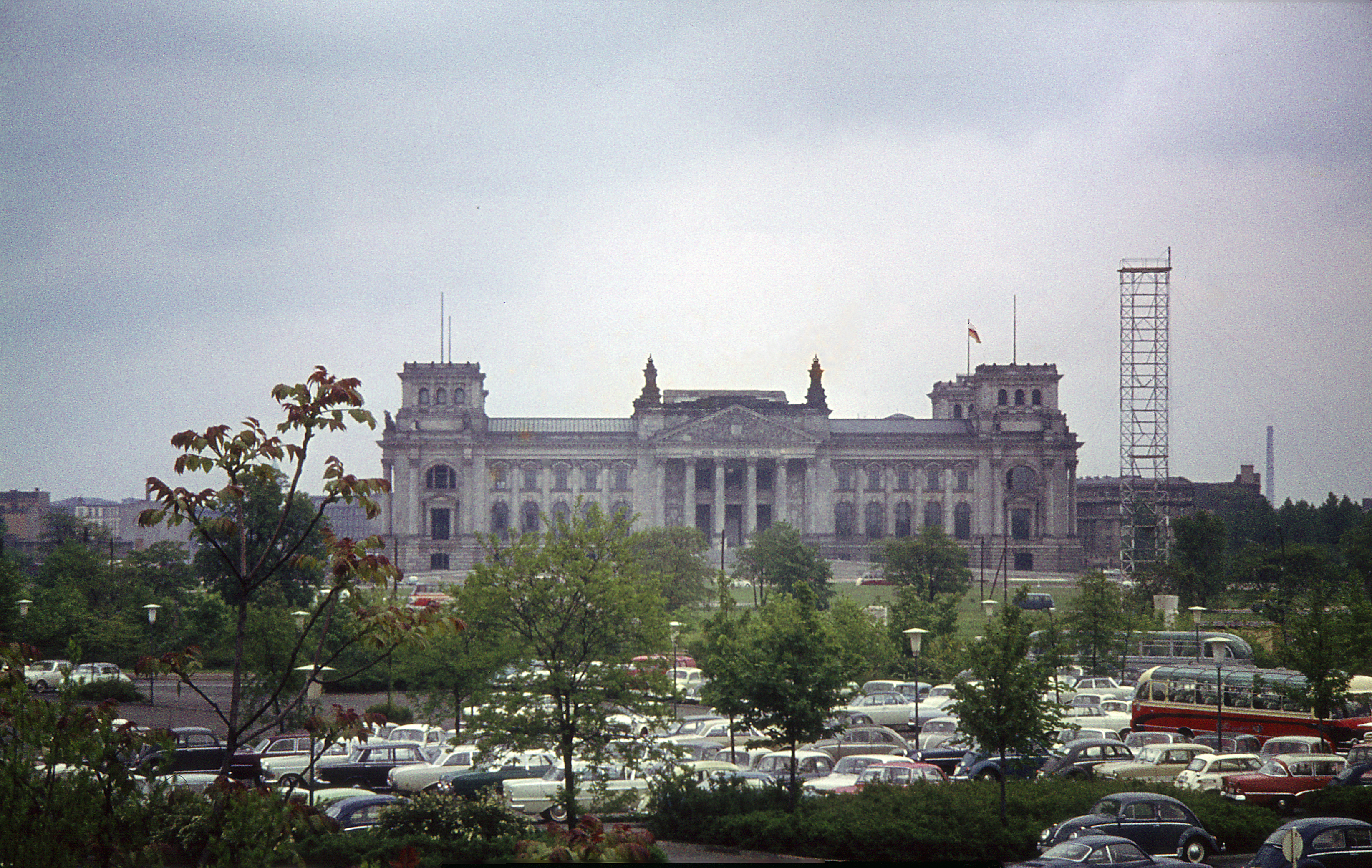
El Reichstag en 1964: sin cúpula

La cúpula del Reichstag es una cúpula de vidrio construida en lo alto del edificio del Reichstag en Berlín (Alemania). Fue diseñada por el arquitecto Norman Foster e intenta simbolizar la Reunificación alemana. La distintiva apariencia de la cúpula hacen que sea un prominente punto de referencia en Berlín.

## Diseño
La cúpula del Reichstag está hecha de vidrio, con una vista de 360 grados al paisaje urbano circundante. La cámara de debates del parlamento alemán, el Bundestag, puede ser vista debajo de la cúpula. Un cono reflector en el centro de la cúpula dirige la luz solar hacia el interior del edificio.
La cúpula está abierta al público y se puede llegar a ella mediante varias rampas en espiral hechas de acero que recuerdan la figura de una doble hélice.
La cúpula de Foster está pensada para ser respetuosa con el medio ambiente. El diseño involucra el uso de la luz solar, que brilla a través de los espejos del cono de la cúpula, para así disminuir las emisiones de carbono del edificio.

El diseño futurista de la cúpula del Reichstag la hacen un hito único, que simboliza un intento de apartar a Berlín de su pasado de la Alemania Nazi y el comunismo, para hacer énfasis en un futuro de una Alemania democrática y unida.

## Construcción
La construcción del edificio del Reichstag fue propuesta debido a la necesidad de un edificio representativo para el parlamento. La construcción no se llevó a cabo inmediatamente debido a los debates entre Otto von Bismarck y los miembros del Reichstag. En 1894, el arquitecto Paul Wallot fue escogido para diseñar el edificio; el diseño incluía una gran cúpula.    
El 27 de febrero de 1933, tanto la cúpula como el resto del edificio resultaron seriamente dañados en el Incendio del Reichstag, del que fueron culpados los comunistas, a pesar de la escasez de pruebas que demostrasen la autoría.
Los restos del edificio y la cúpula fueron nuevamente dañados durante los bombardeos de Berlín durante la Segunda Guerra Mundial y la batalla ocurrida en esta misma ciudad en 1945. El Reichstag fue parcialmente reconstruido durante la década de 1960 como un centro de conferencias, pero no se reconstruyó la cúpula. Gran parte de la cúpula y la ornamentación de esta habían sido eliminadas.
Con la Reunificación alemana y la decisión de trasladar la capital de Bonn a Berlín, se decidió que el edificio del Reichstag fuese reconstruido con una nueva cúpula que se identificase con una Alemania unida. El arquitecto Norman Foster ganó un concurso para el diseño y reconstrucción de la cúpula en 1993. Foster quiso que la cúpula fuese un cilindro, después de su original diseño de un parasol, que fue rechazado debido a su costo. El diseño de la cúpula fue al principio polémico, pero ha llegado a ser uno de los mayores atractivos de Berlín.
La Cúpula también aparece en el videojuego Call of Duty: World at War en la misión "Caída", así como en el mapa multijugador con el mismo nombre.